# ادوارد مارتسویچ
ادوارد مارتسویچ (روسی: Эдуа́рд Евге́ньевич Марце́вич؛ ۲۹ دسامبر ۱۹۳۶ – ۱۲ اکتبر ۲۰۱۳) بازیگر اهل اتحاد جماهیر شوروی و هنرمند مردمی جمهوری شوروی فدراتیو سوسیالیستی روسیه بود. وی بین سال‌های ۱۹۵۹ تا ۲۰۱۳ میلادی فعالیت می‌کرد.
از فیلم‌ها یا برنامه‌های تلویزیونی که وی در آن نقش داشته است می‌توان به جنگ و صلح و چادر قرمز اشاره کرد.